# Syntaktyka (językoznawstwo)
Syntaktyka, składnia (gr. σύνταξις sýntaxis – „porządek, szyk”, συντακτικός syntaktikós – „porządkujący”) – dział językoznawstwa, który zajmuje się budową wypowiedzeń.
Syntaktyka (w ujęciu tradycyjnym) bada takie zjawiska jak funkcje wyrazów w zdaniu (funkcja podmiotu, orzeczenia, dopełnienia itd.), zależności między wyrazami w zdaniu (np. związek zgody, związek rządu, związek przynależności) czy szyk wyrazów w wypowiedzeniu.
W odmiennym ujęciu (występującym w gramatyce generatywnej) syntaktyka opisuje sposoby łączenia się morfemów w zdania. W ujęciu gramatyki generatywnej syntaktyka przeciwstawia się semantyce i fonologii, morfologia natomiast stanowi część fonologii i syntaktyki.